# Kielmy (Litwa)
Kielmy (lit. Kelmė) – miasto na Litwie (Żmudź), 45 km na południowy zachód od Szawli. 10,6 tys. mieszkańców (2005).

## Historia
Osada istniała już w XVI wieku. Była własnością Radziwiłłów, Sołomereckich i Hlebowiczów. W XVI wieku właścicielami dóbr byli książęta Sołomereccy, w 1579 kupił je Jan Grużewski i w rękach tej rodziny były nieprzerwanie do 1939.
W 1709 roku na zarazę dżumy wymarła większość mieszkańców miasteczka razem z pastorem, który zostawił krótki wstrząsający opis epidemii.
W 1831 część majątku skonfiskował car za udział w powstaniu listopadowym Juliusza Grużewskiego. Ostatni właściciel, też Jan Grużewski, zginął w 1939 w obronie Warszawy, a jego matkę i dwie siostry wywieziono na Syberię gdzie część zmarła w łagrach.
Podczas okupacji hitlerowskiej, na początku lipca 1941 roku Niemcy wraz z Litwinami utworzyli getto dla żydowskich mieszkańców. Przebywało w nim około 2000 osób. 22 września 1941 roku Niemcy zlikwidowali getto, a Żydów zamordowano na pobliskich farmach. Sprawcami zbrodni były litewskie służby bezpieczeństwa. 

## Zabytki
- Dwór Grużewskich jest jedną z najstarszych zachowanych siedzib ziemiańskich na Żmudzi. Został wzniesiony na przełomie XVI i XVII w., przebudowany w 1730, 1780 i 1892. Grużewscy mieli w nim zgromadzone cenne zbiory, w tym bibliotekę (znajdowała się w niej unikatowa Biblia Chylińskiego) złupioną w 1831 przez Rosjan (założona przez Jerzego Grużewskiego – generała) uzupełniona później o rękopisy kalwinistów. Bibliotekę tę na początku XX wieku przekazali do Biblioteki Synodu Jednoty Litewskiej, skąd część trafiła potem do Biblioteki Wróblewskich w Wilnie. Obecnie w dworze mieści się muzeum krajoznawcze. Dwór otacza park o pow. 15 ha  dochodzący do rzeki Wielbianki (Vilbena), na której drugim brzegu leży miasto.
- Kościół ewangelicko-reformowany, fundacji Grużewskich zbudowany w 1615 jako drewniany, (obecny budynek pochodzi z 1660), restaurowany w 1767, z czworoboczną wieżą. Od II wojny światowej nieczynny, zwrócony parafii ewangelickiej po 1990, służy parafii ewangelicko-augsburskiej.

## Miasta partnerskie
- Biłgoraj